# Референдумы на Донбассе (2014)
11 мая 2014 года российские военизированные подразделения, руководимые ФСБ и ГРУ РФ, и направляемые непосредственно администрацией президента РФ, состоявшие из военнослужащих вооружённых сил РФ, российских парамилитарных отрядов и вооружённых ими местных сепаратистов,  на части территории Донецкой и Луганской областей Украины, контролировавшейся ими, провели сфальсифицированные референдумы о самоопределении самопровозглашённых Донецкой Народной Республики (ДНР) и Луганской Народной Республики (ЛНР), чтобы иметь возможность заявлять о поддержке своих устремлений среди населения.
По официальным данным, 89 % проголосовавших в ДНР и 94 % проголосовавших в ЛНР высказались за государственную самостоятельность республик. Результаты референдума широко ставились под сомнение. По данным Украины, менее трети избирателей пришло на голосование, которое проходило в хаосе и в непроверяемых условиях. По данным Газета.ru сторонники единой Украины не ходили на импровизированные референдумы, а остальные могли проголосовать любое количество раз.
Вопросы, поставленные на «референдумах», были неясные и двусмысленные. Конституция и законодательство Украины предусматривают изменение территориального устройства страны лишь путём всеукраинского референдума. Украинские власти, США, ЕС, ПАСЕ, ОБСЕ расценили референдум как нелегитимный, Россия заявила об «уважении итогов референдума», однако де-юре его не признала.
ДНР была самопровозглашена месяцем ранее, 7 апреля, а ЛНР — 27 апреля. 12 мая обе республики объявили о суверенитете и желании стать конфедерацией —  Новороссией.

## История проведения региональных референдумов в Донецкой и Луганской областях Украины
Во время всеукраинских выборов 1994 года в Донбассе был проведен локальный референдум, где население проголосовало за признание русского языка вторым государственным, автономию Донбасса, и усиление геополитических связей с Россией.

## Проведение референдума в 2014 году

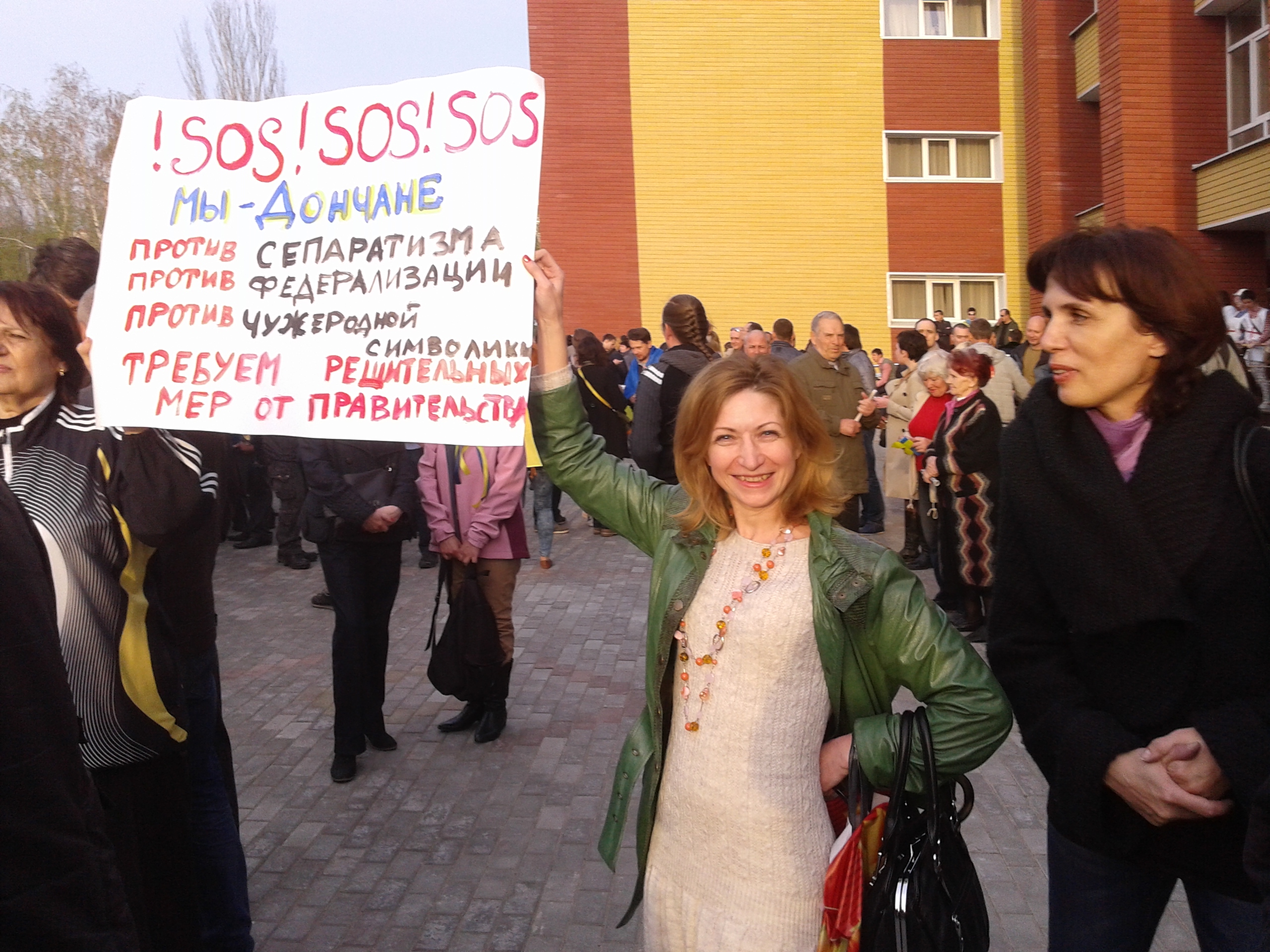
Плакат против «референдумов» в Донецке, 17 апреля 2014

### Подготовка

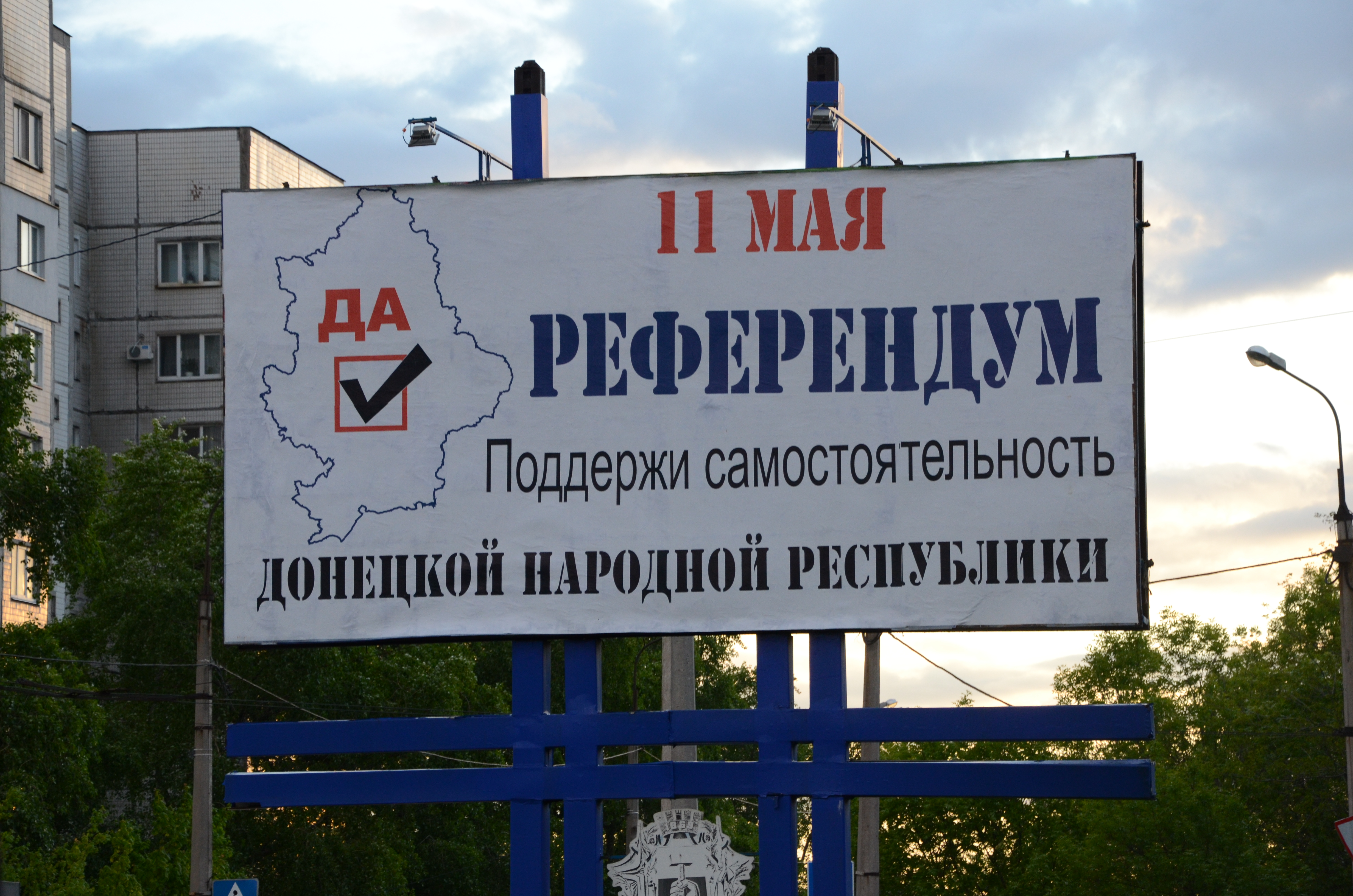
Агитационный билборд в Донецке, 8 мая 2014

Подготовка к референдуму осложнилась тем, что, как и до этого в Крыму, Центральная избирательная комиссия Украины под руководством Андрея Магеры заблокировала электронные базы данных по избирателям в Донецких и Луганских областях. Поэтому для референдумов были использованы несколько устаревшие данные украинского ЦИК по состоянию на 9 апреля 2012 года: тогда в Донецкой области было зарегистрировано 3 млн 412 тыс. избирателей, в Луганской области — 1 млн. 830 тыс.
8 мая, по сообщениям «Украинской правды», в Донецке уже начали раздавать бюллетени для голосования, не имеющие никакой защиты, голограмм или печатей, местным жителям.
Бюллетени для голосования изготавливались на обычной бумаге формата А5 путём распечатки на принтере или ксерокопированием, не имели никакой защиты, голограмм или печатей. Несмотря на это, член ЛНР Василий Никитин заявлял о том, что подделать бюллетень для голосования на референдуме невозможно.
Накануне «референдума» активисты «Донецкой народной республики» и «Луганской народной республики» организовали свои участки в местах работы избирательных участков для выборов президента Украины назначенных на 25 мая — в школах, вузах и райадминистрациях. Это, по сообщениям информагентств, нередко происходило с применением силы.

### Условия проведения

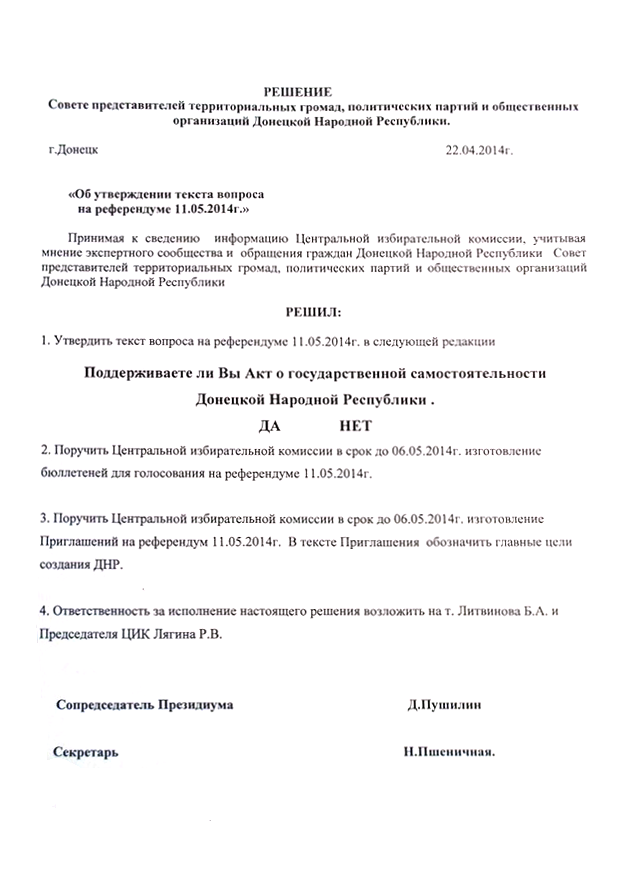
Декрет о проведении референдума на территории ДНР

Независимых наблюдателей на референдуме не было: ни ОБСЕ, ни Совет Европы своих представителей не направили, поскольку в таких случаях их приглашает официальное правительство. Россия также не направила официальных наблюдателей. На референдумы не приехали и российские депутаты.
Организаторы голосований в самопровозглашённых ДНР и ЛНР не имеют доступа к официальному реестру избирателей, но утверждают, что у них есть доступ к спискам избирателей за 2012 год.
Сам референдум проходил лишь в ряде населённых пунктов, где ситуацию контролируют сепаратисты. Однако и там они контролируют лишь несколько захваченных зданий. Наиболее активно референдум проходил в районах, где «федералистов» поддерживают местные власти. ЦИК ДНР сообщал о «запредельной явке» и огромных очередях на участках, что обусловлено активным волеизъявлением и малым количество избирательных комиссий.

### Вопросы
На референдум вынесен единственный вопрос на двух языках (русском и украинском): «Поддерживаете ли Вы акт государственной самостоятельности Донецкой/Луганской Народной Республики?». Предлагались два варианта ответа: «Да» и «Нет». Вопросы, поставленные на «референдумах», были неясные и двусмысленные («самостоятельность» вместо «независимости»).

### Процесс голосования
Голосование проходило лишь в тех населённых пунктах, где ситуацию контролировали сепаратисты. Наиболее активно голосование проходило в районах, где их поддерживали местные власти. Голосование проходило в напряжённой обстановке. По словам представителя луганского пресс-центра по вопросам референдума Василия Никитина, проблемы с подвозом бюллетеней и организацией участков наблюдались в сельских районах, блокированных вооружёнными силами Украины. Подобная ситуация наблюдалась в Сватовском, Меловском, Белокуракинском и Троицком районах.
9 мая 2014 года «узнав о возможном обострении политической ситуации» в двух округах Донецкой области референдум начался досрочно, 10 мая аналогично поступили в Мариуполе, хотя руководство самопровозглашённой ДНР информацию о досрочном голосовании называет провокацией.
В Мариуполе жители голосовали по спискам и получали бюллетени согласно школе, где голосовали во время обычных выборов. При этом условия формирования избирательных комиссий и проведения подсчёта голосов неизвестны, точные списки избирателей отсутствовали. Корреспонденты Би-Би-Си с участков для голосования сообщали о сценах беспорядка и отсутствии кабинок для голосования. В исполкоме Ильичёвского района на проспекте Металлургов спустя 3,5 часа после начала процесса волеизъявления проголосовало, по данным членов избиркома, около 7000 человек, а у дверей здания в очереди стояло ещё около 3000. При этом в том районе числилось почти 100 000 избирателей. Корреспонденты также сообщали, что большинство голосующих были пожилыми людьми.
По данным организаторов референдума, высказались «за» — 96,2 % и «против» — 3,8 % голосовавших.
В Москве также организовали участок для голосования, сперва планировалось открыть его в выставочном зале Фонда славянской письменности и культуры в Черниговском переулке, но в итоге участок открылся на Киевской улице. Представители ДНР заявили о том, что заграничные результаты при подведении итогов учитываться не будут: «в противном случае референдум потеряет легитимность».

Избирательный участок в донецкой школе № 90
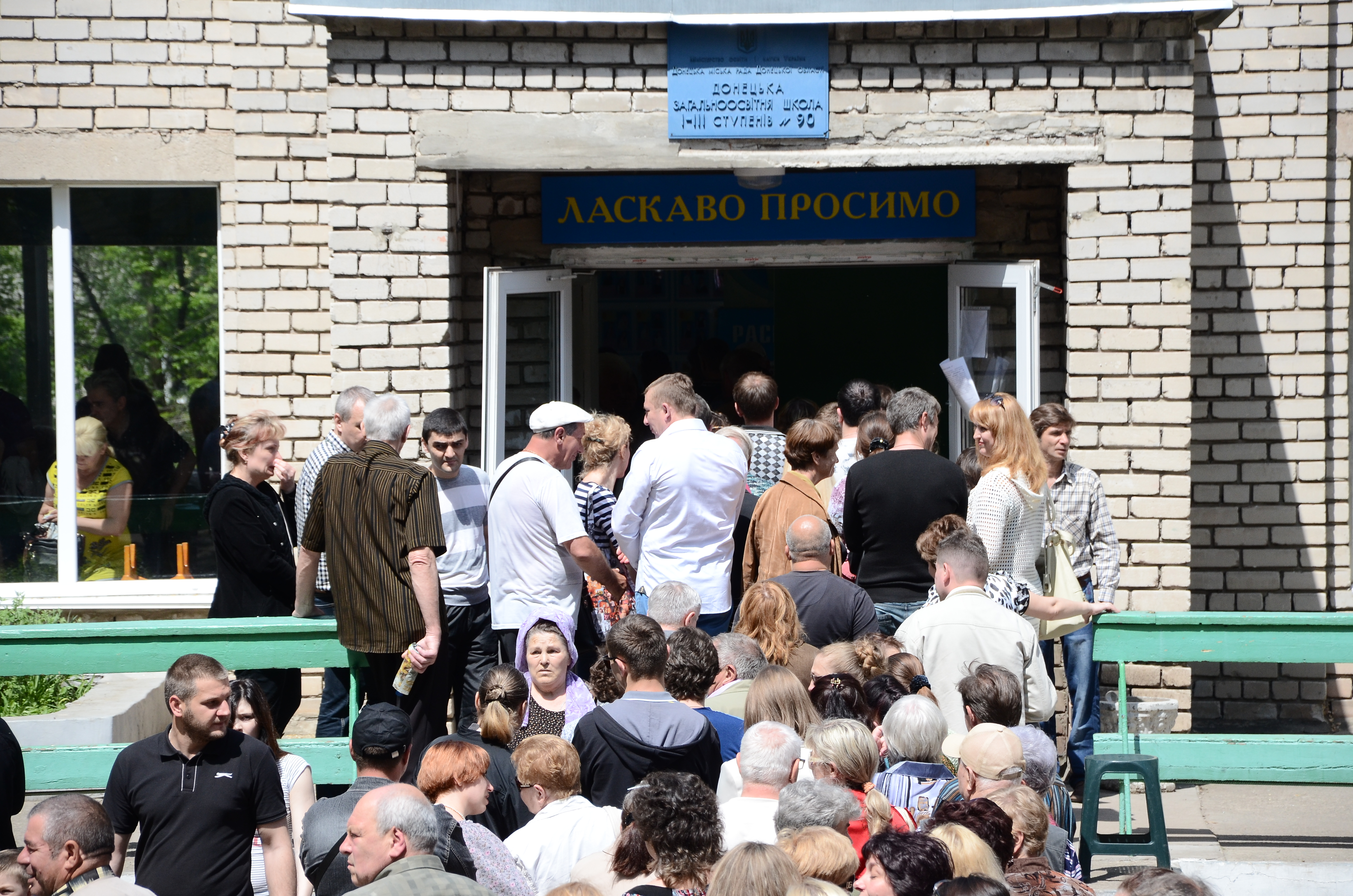
Желающие проголосовать стоят в очереди
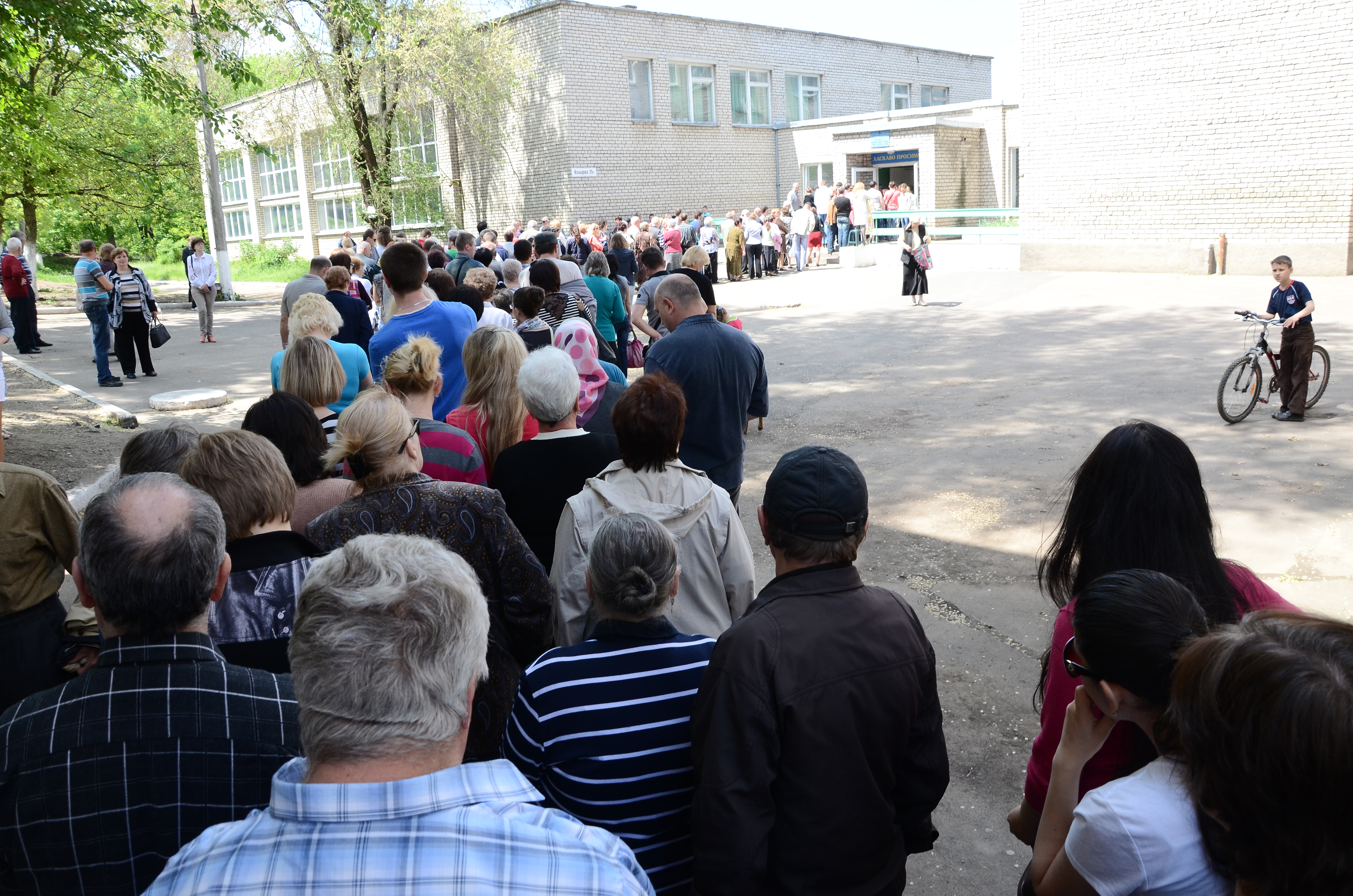
Очередь во дворе школы
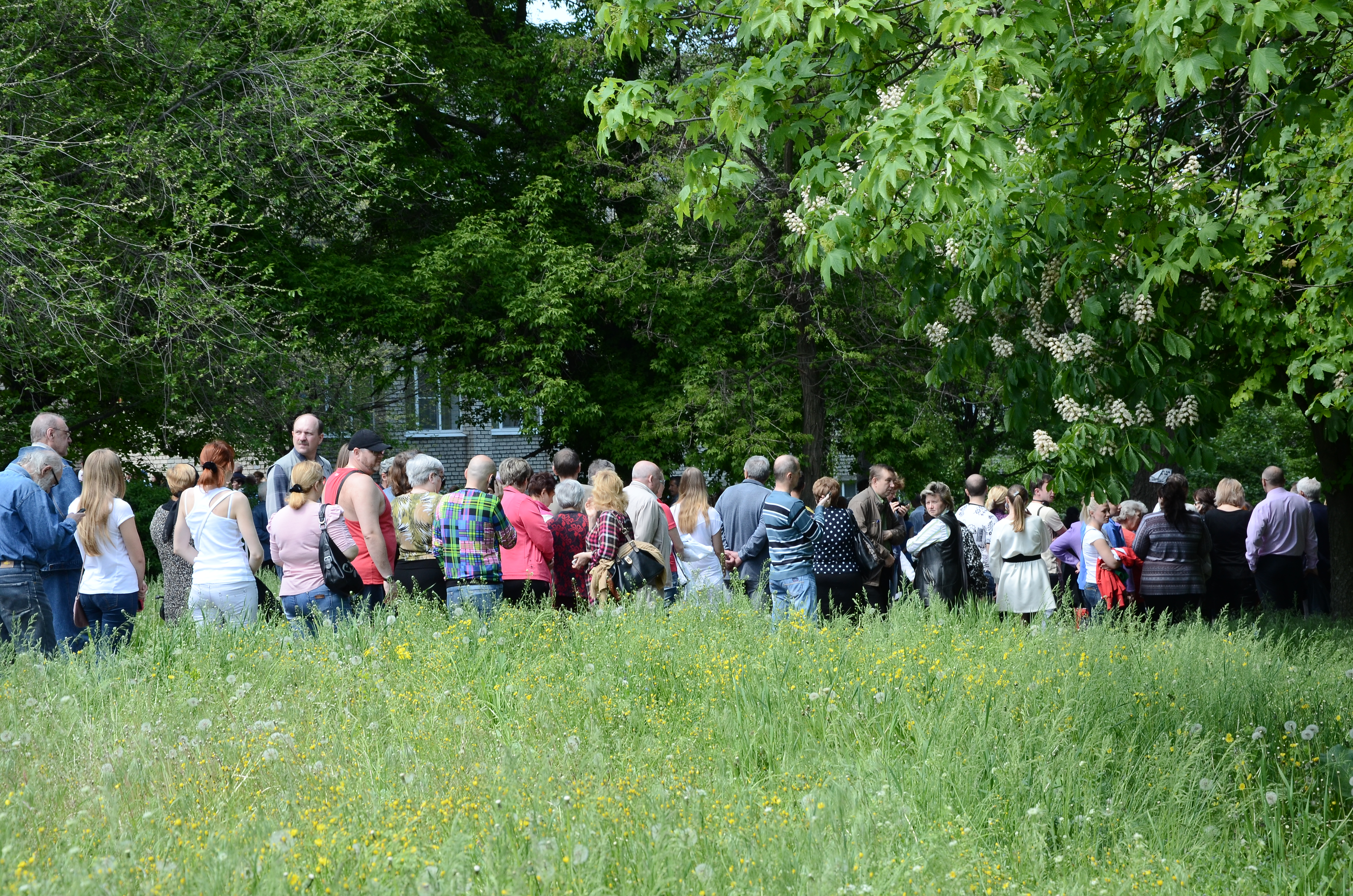
Очередь перед школой
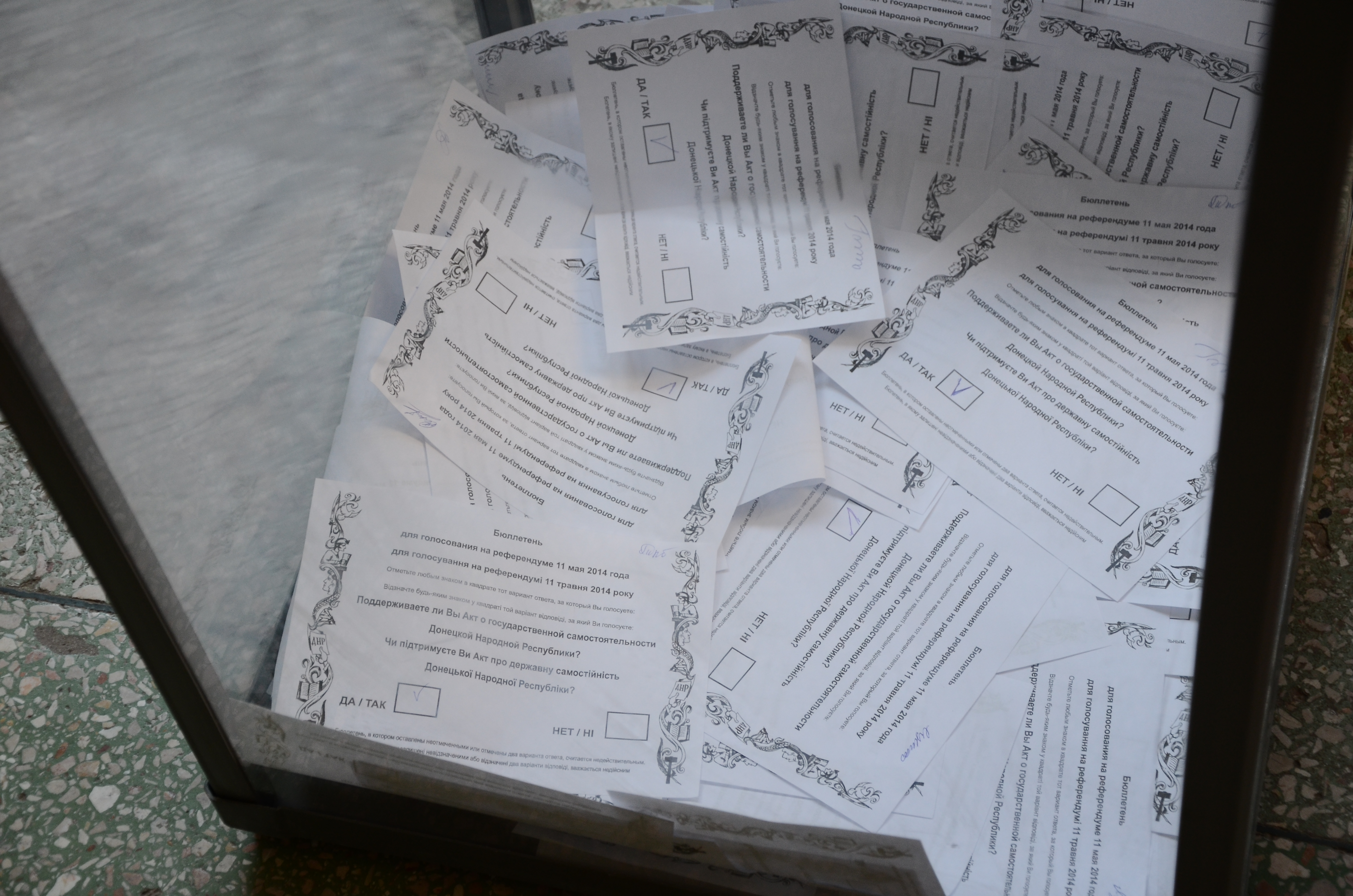
Урна с заполненными бюллетенями на участке
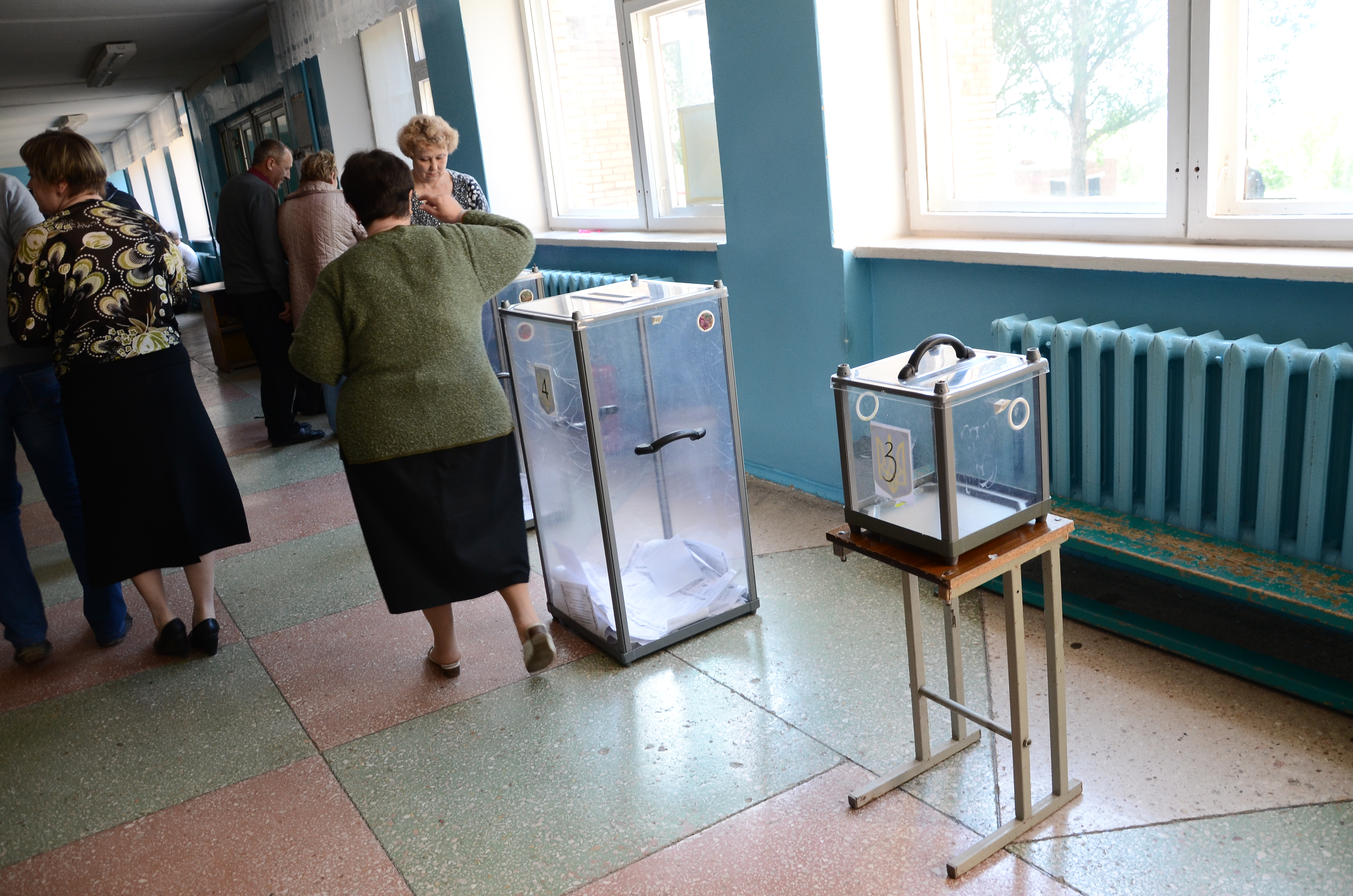
Урны для голосования

### Данные по явке и итогам
Организаторы «референдума» в Донецкой области заявили, что на момент закрытия участков явка избирателей превысила 70 %. В Луганской области заявляли, что уже к обеду воскресенья проголосовали 65 % избирателей.

## Легитимность референдума
Конституция и законодательство Украины предусматривает лишь всеукраинский референдум, референдум об изменении территориального устройства может назначить только парламент.
Украинские власти заранее назвали референдумы в Донецке и Луганске нелегитимными. И. о. президента Украины Александр Турчинов заявил о том, что референдумы в Донецкой и Луганской областях не будут «иметь никаких юридических последствий, за их проведение ответят только организаторы». Тем не менее власть, по его словам, будет вести диалог на востоке Украины с теми, «кто не имеет крови на своих руках и готов отстаивать свои цели и убеждения законными средствами». ЦИК Украины заявил, что «действия, которые имитированы 11 мая на территориях отдельных местностей Донецкой и Луганской областей, не имеют никакого отношения к референдумному процессу и не несут никаких правовых последствий».

## Международные наблюдатели
Ни ОБСЕ, ни Совет Европы своих представителей не направили, поскольку в таких случаях их приглашает официальное правительство. РФ также не направила официальных наблюдателей, российские депутаты также не приехали на референдумы.

## Сообщения о нарушениях и достоверность результатов
Специальный корреспондент газеты «Коммерсантъ» Илья Барабанов сообщал о нескольких случаях выдачи на руки одному избирателю двух-трёх бюллетеней, чтобы тот мог проголосовать за себя и за родственников. Также на участке на Митрополитской улице в Октябрьском районе Мариуполя часть урн вынесли на улицу, а гражданам на руки выдавали по нескольку бюллетеней.
В сообщениях Би-Би-Си и других СМИ была опубликована обнародованная Службой Безопасности Украины запись переговоров лидера российского ультранационалистического движения «Русское национальное единство» Александра Баркашова с лидером движения «Православный Донбасс» Дмитрием Бойцовым, в которой на сетования второго о том, что «референдум невозможно будет законно провести», первый указывает «да вы впарьте всё, что угодно — напишите, что 99 процентов», на что даётся ответ «всё, я понял». Затем первый снова повторяет «напишите, что не 99 %, а 89 % за Донецкую республику».
ЦИК Украины заявил, что «действия, которые имитированы 11 мая на территориях отдельных местностей Донецкой и Луганской областей, не имеют никакого отношения к референдумному процессу и не несут никаких правовых последствий».
12 мая в МИД Украины выступили с заявлением, в котором прошедший референдум был назван незаконным и нелегитимным, а также привёл данные опроса общественного мнения в восточных регионах, сделанного исследовательским центром «Pew Research Center» в апреле 2014 года, согласно которому 70 % жителей восточных регионов предпочитают жить в единой Украине. В министерстве выразили уверенность, что «подавляющее большинство местных жителей — настоящие патриоты и сторонники единого и неделимого Украинского государства — запуганы вооружёнными пророссийскими террористическими бандформированиями и, опасаясь за свою жизнь, не могут свободно высказывать своё мнение, отличное от позиции боевиков и их коллаборационистов».
Украинские СМИ сообщили о задержании украинскими силовиками двух перевозимых партий бюллетеней, заранее заполненных в поддержку независимости ДНР.
Мнения об отсутствии у сепаратистов большинства в Донецкой области придерживаются и некоторые эксперты и аналитики.
У депутата Госдумы Ильи Пономарёва, лидера движения «За права человека» Льва Пономарёва, а также руководителя Межрегионального объединения избирателей и сопредседателя движения «Голос» Андрея Бузина проведённые голосования в Донецкой и Луганской областях Украины вызвали большие сомнения в легитимности. По мнению Бузина, из-за нарушений при организации и проведении «говорить о явке не приходится» и составить объективное мнение о ней невозможно. заявления организаторов референдумов об их действительности при любой явке «противоречат всей мировой практике». Пономарёв охарактеризовал явку на референдуме «большой», но материализовавшихся по его итогам 70 процентов «и в помине нет», по его оценке, явка на двух референдумах составила около 40 процентов.
Результаты существенно расходятся с результатами проводившегося в апреле 2014 года Киевским международным институтом социологии исследования, согласно которым в этих областях поддержка идеи федерализации Украины составляла менее 40 %, присоединения к России — менее 30 %.

## Международная реакция
12 мая 2014 года в интервью газете «Коммерсантъ» пресс-секретарь российского президента Дмитрий Песков заявил, что Владимир Путин озвучит своё отношение к прошедшим референдумам после того, как станут известны их официальные итоги. Затем пресс-службой президента было сказано, что «в Москве с уважением относятся к волеизъявлению населения Донецкой и Луганской областей и исходят из того, что практическая реализация итогов референдумов пройдёт цивилизованным путём, без каких-либо рецидивов насилия, через диалог между представителями Киева, Донецка и Луганска. В интересах налаживания такого диалога приветствуются любые посреднические усилия, в том числе по линии ОБСЕ».
США и ЕС до начала референдумов объявили, что не будут признавать их итоги, и предупредили о возможности введения третьего пакета экономических санкций против РФ, если из-за голосования на востоке Украины там будут сорваны намеченные на 25 мая выборы Президента. По словам представителя госдепартамента США Джен Псаки, все региональные референдумы на Украине являются незаконными и «фальшивыми», этот шаг «ведёт к расколу и беспорядкам».
Председатель ОБСЕ, президент Швейцарии Дидье Буркхальтер назвал голосование «нелегальным».
Генеральный секретарь правительства Японии Ёсихидэ Суга заявил, что проведённому 11 мая в Донецкой и Луганской областях Украины референдуму не хватает демократической легитимности.
Министр иностранных дел Великобритании Уильям Хейг заявил о том, что результаты песенного конкурса «Евровидение» заслуживают большего доверия и значимости, чем результаты референдума в Донецкой и Луганской областях Украины.

## Мнения
- Британский еженедельник The Economist считает, что призыв В. В. Путина отложить референдум был вызван осознанием опасности вооружённого партизанского сопротивления сторонников единства Украины:

Украинские добровольцы в Харькове и других местах, раздосадованные неспособностью правительства защитить страну, начали обучаться методам городской и партизанской войны.
Оригинальный текст (англ.)
Ukrainian volunteers in Kharkiv and other places, frustrated by their government’s inability to defend the country, have begun training for street fighting and partisan warfare.

— «Eastern Ukraine's referendums: Calling Putin's bluff», The Economist, May 8th 2014
По мнению журнала, если «пророссийские мятежники» не прислушаются к мнению Путина, Восточная Украина окажется на краю следующего, более кровавого этапа развития событий.